# 三(二甲基氨基)膦
三(二甲基氨基)膦是一种有机磷化合物，化学式为P[N(CH3)2]3。它是无色油状液体，是常见的氨基膦之一。它可以以三斜晶系P1空间群结晶。
它是碱性物质，和氧、硫反应生成三(二甲基氨基)氧化膦（OP(NMe2)3）和三(二甲基氨基)硫化膦。它也是一种配体，可以和金属形成配合物。其空间结构与电子性质和三异丙基膦相似。